# Ácido etidrónico
El ácido etidrónico (HEDP), también conocido como etidronato, es un bisfosfonato que se usa como medicamento, detergente, en el tratamiento de agua y en el sector cosmético. Fue patentado en 1966 y aprobado para uso médico en 1977.

## Usos

### En medicina
El ácido etidrónico es un bisfosfonato que afecta el metabolismo del calcio. Inhibe la calcificación ectópica y ralentiza la resorción ósea y el recambio óseo. Por este motivo es utilizado para fortalecer los huesos, tratar la osteoporosis y tratar la enfermedad ósea de Paget.
Los bisfosfonatos reducen principalmente la actividad osteoclástica, lo que evita la resorción ósea y, por lo tanto, desplaza el equilibrio de resorción/formación ósea hacia el lado de la formación y, por lo tanto, fortalece los huesos a largo plazo. El etidronato, a diferencia de otros bisfosfonatos, también previene la calcificación ósea. Por esta razón, se prefieren otros bifosfonatos, como el alendronato, para combatir la osteoporosis. Para evitar la reabsorción ósea sin afectar la calcificación ósea excesiva, el etidronato debe administrarse solo por un corto tiempo de vez en cuando, por ejemplo, durante dos semanas cada 3 meses. Cuando se administra de forma continua, digamos todos los días, el etidronato evitará por completo la calcificación ósea. Este efecto puede ser útil y, de hecho, el etidronato se usa de esta manera para combatir la osificación heterotópica. Pero a la larga, si se usa de forma continua, causará osteomalacia.

### Agente quelante
El ácido etidrónico es un agente quelante que se puede unir o, incluso contrarrestar los efectos de ciertas intoxicaciones de metales, al calcio, hierro u otros iones metálicos. Como fosfonato tiene propiedades inhibidoras de corrosión en acero sin alear. El ácido etidrónico también actúa para retardar la rancidificación y la oxidación de los ácidos grasos. El HEDP y sus sales se agregan a los detergentes y otros agentes de limpieza para prevenir los efectos del agua dura. También se usa en el blanqueo con peróxido para evitar la degradación de los peróxidos por los metales de transición.

## Farmacología
| Bifosfonato | Eficacia relativa |
| ----------- | ----------------- |
| Etidronato  | 1                 |
| Tiludronato | 10                |
| Pamidronato | 100               |
| Alendronato | 100-500           |
| Ibandronato | 500-1000          |
| Risedronato | 1000              |
| Zoledronato | 5000              |

## Síntesis
El ácido etidrónico se puede preparar por reacción en fase gas del tricloruro de fósforo con ácido acético en presencia de una amina terciaria (como la tributilamina), o por reacción de una mezcla de ácido acético/anhídrido acético con ácido fosforoso.